# Magdalena Apasco
Magdalena Apasco là một đô thị thuộc bang Oaxaca, México. Năm 2005, dân số của đô thị này là 6148 người.